# Andrea Locatelli

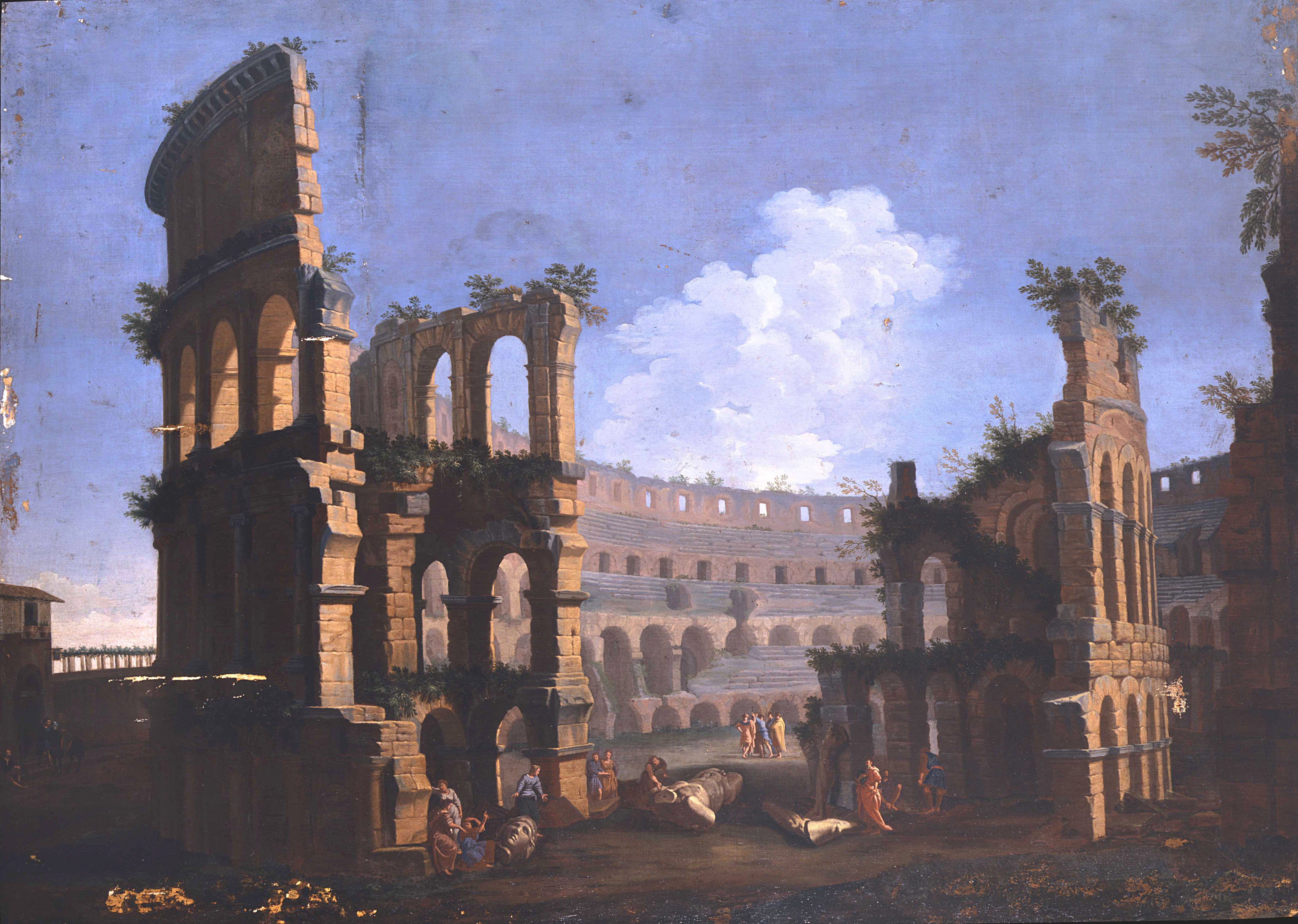
Veduta del Colosseo con archeologi e operai al lavoro, (Fondazione Sorgente Group)

Andrea Locatelli o Lucatelli (Roma, 19 dicembre 1695 – Roma, 19 febbraio 1741) è stato un pittore italiano.

## Biografia
Al servizio di molte famiglie nobiliari romane, Andrea Locatelli visse le trasformazioni culturali di Roma, tra la fine del Seicento e l'inizio del Settecento.
Nei primi anni si dedicò alla pittura allegorica con paesaggi (famose le sue erbose ruine, che erano scene con architetture e con figure).
Con l'avanzare della cultura settecentesca, Locatelli abbracciò il genere arcadico pastorale, che in parte derivava da uno sviluppo della Scuola dei bamboccianti che aveva caratterizzato la pittura di genere, nella Roma della prima metà del Seicento.

## Dipinti
- Paesaggio con pastori, olio su tela, 80x67 cm
- Paesaggio arcadico con pastori e viandanti alla fonte, olio su tela, 49,5x64 cm
- Paesaggio arcadico con figure, olio su tela, 49,5x64 cm
- Paesaggio con pastori lungo un corso d'acqua, olio su tela, 54x72 cm
- Paesaggio con pescatori ed edifici, olio su tela, 54x72 cm
- Veduta del Colosseo con archeologi e operai al lavoro, olio su tela, 123x172 cm, inizio XVIII secolo

## Galleria d'immagini

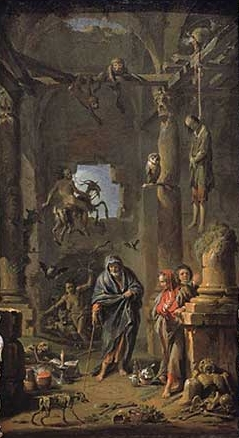
Scena magica, olio su tela, 1741 circa
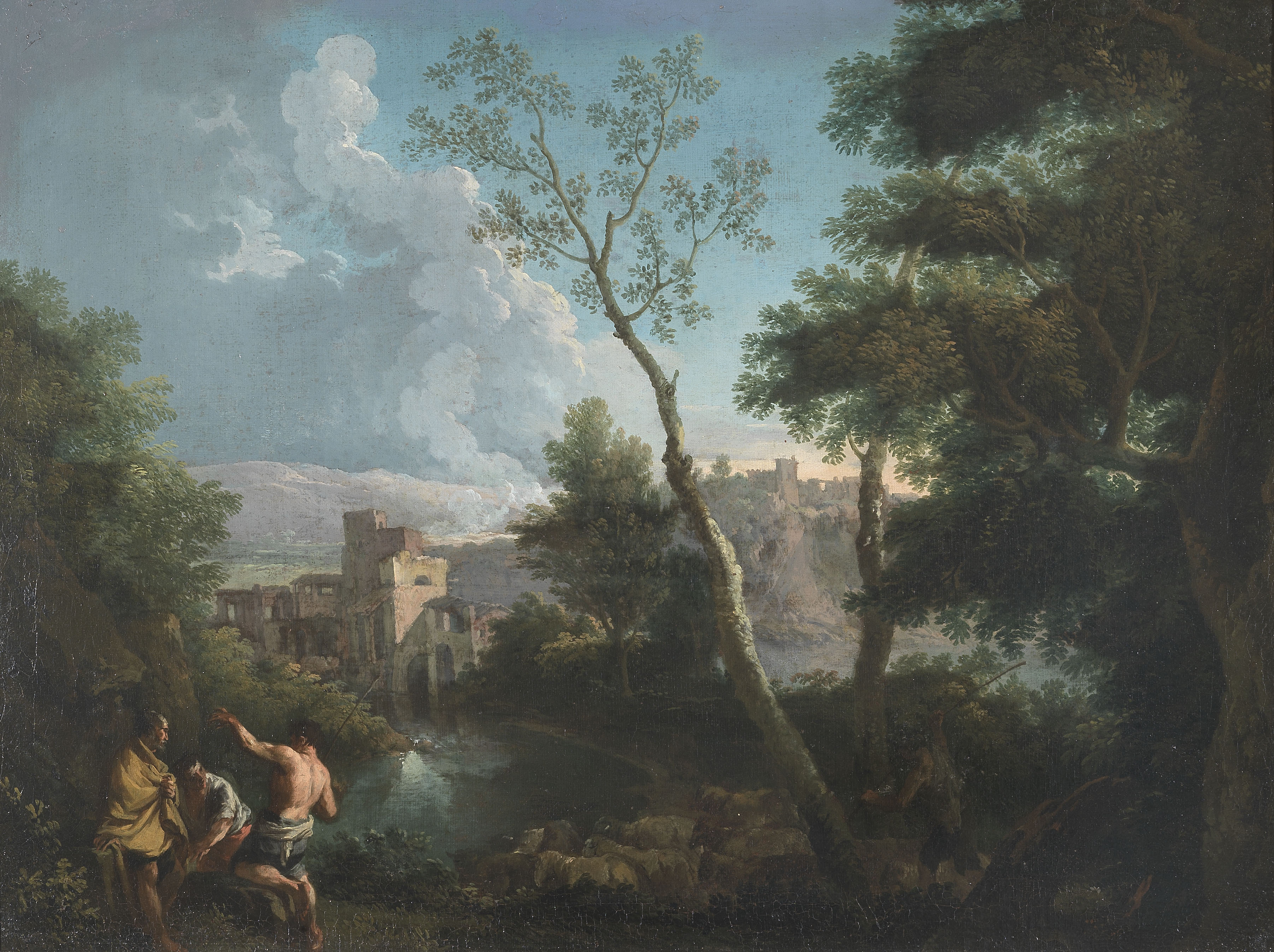
Paesaggio con pastori lungo un corso d'acqua, Collezione Mainetti (Roma)
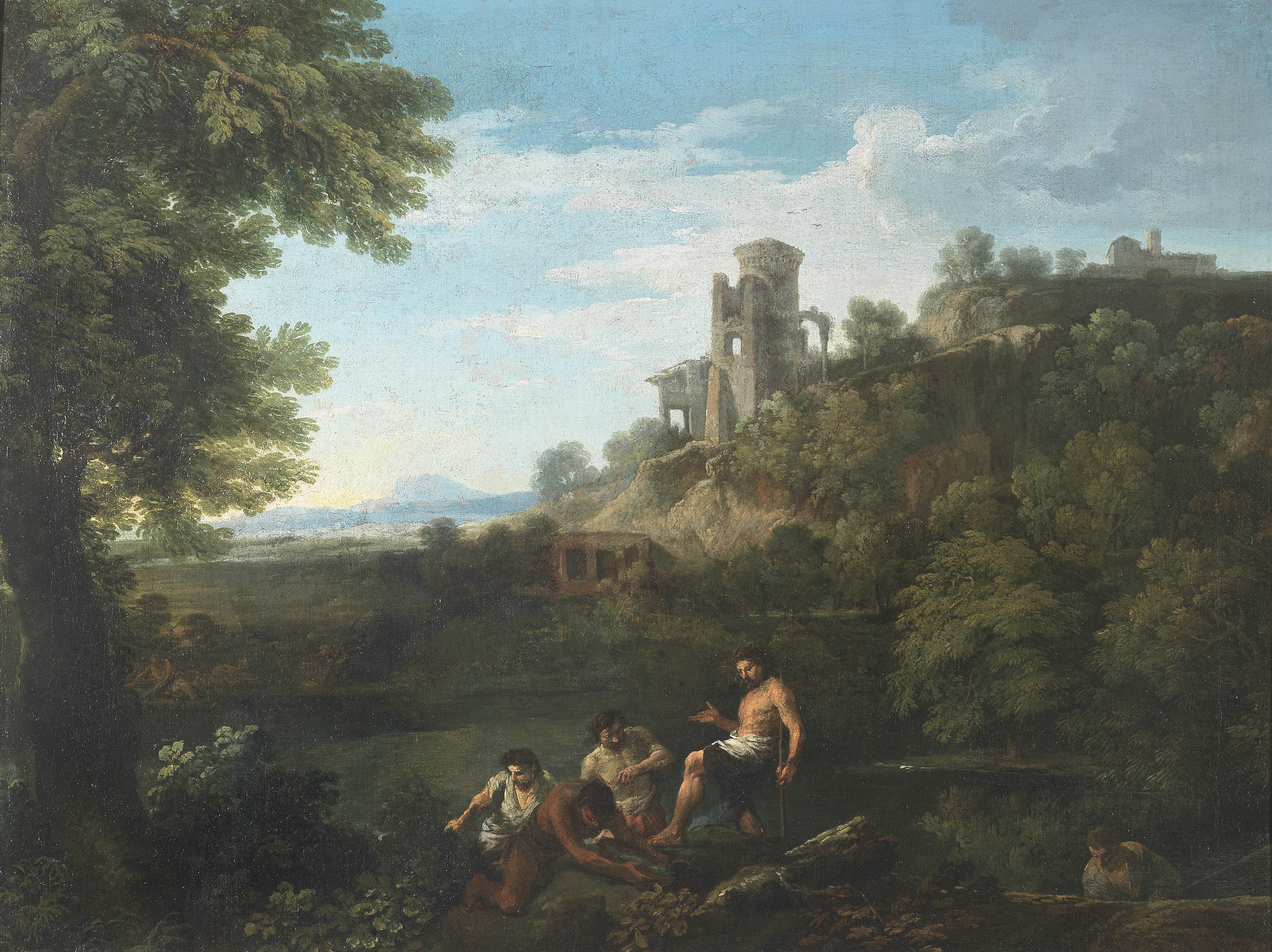
Paesaggio con pescatori ed edifici, Collezione Mainetti (Roma)
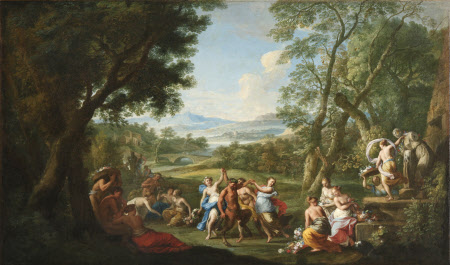
Andrea Locatelli, Paesaggio con la Floralia